# NHK Twinscam
La NHK Twinscam es una cámara de video digital con óptica mecánica, diseñada para cubrir eventos deportivos acuáticos. Utiliza la tecnología de procesamiento digital de imágenes para combinar el video proveniente de dos cámaras sincronizadas, una sobre el agua y otra bajo el nivel del agua, para crear la ilusión de que solo una cámara puede ver tanto por sobre el agua como bajo ella al mismo tiempo, utilizando el mismo índice de refracción.
Se utilizó en los juegos olímpicos de Londres 2012 para los eventos de nado sincronizado. En Japón se utiliza desde el año 2010 para lo mismo.